# Wegkreuz (Wermerichshausen; Maßbacher Höhe)

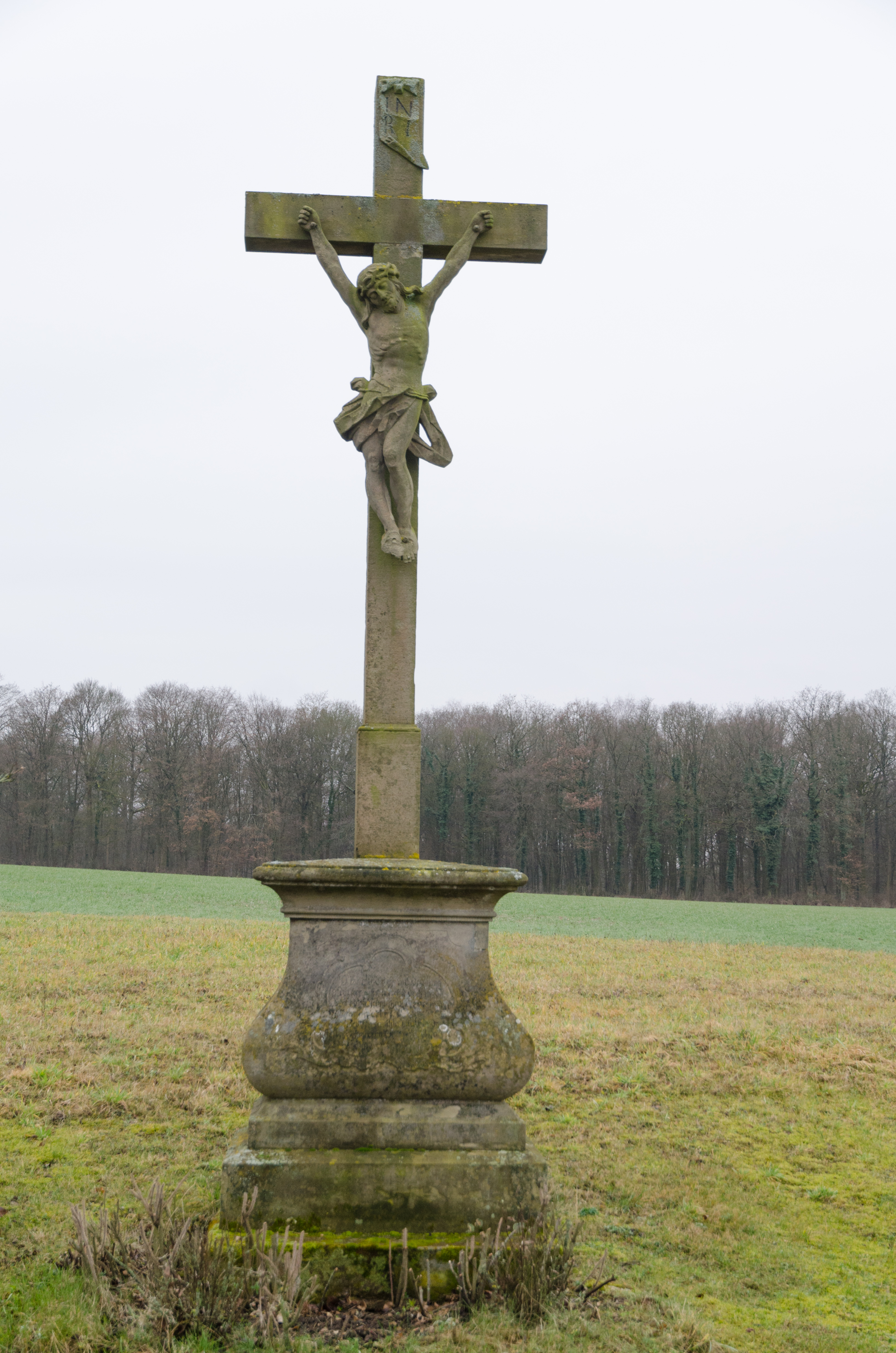
Wegkreuz in Wermerichshausen, Maßbacher Höhe.

Das Wegkreuz Maßbacher Höhe befindet sich in Wermerichshausen, einem Gemeindeteil des Marktes Münnerstadt im unterfränkischen Landkreis Bad Kissingen in der Flur Maßbacher Höhe an der Fahrstraße nach Weichtungen.
Das Wegkreuz gehört zu den Baudenkmälern von Münnerstadt und ist unter der Nummer D-6-72-135-236 in der Bayerischen Denkmalliste registriert.

## Beschreibung
Das Wegkreuz besteht aus Sandstein und entstand im Jahr 1769.
Eine Stufe führt zu dem gebauchten, 136 cm hohen Sockel hinauf. Der Sockel trägt in seinem verzierten vorderen Feld die folgende Inschrift:

„O ihr alle die ihr auf den weg

fürüber gehet merchet doch und

sehet ob ein schmertzen see der meinen

schmertzen gleich seye.
stiffter Balthasar illig und beide

gestorbene ehefrauen Ottilia - Ottilia 1769

Bild F. Illig“

Das auf dem Sockel befindliche Kreuz ist etwa 300 cm hoch, der am Kreuzesstamm befindliche Korpus ist ungefähr 150 cm hoch.
Neben dem Kreuz steht ein Grenzstein mit dem eingeritzten Zeichen „3,0 W“.